# Шеста црногорска ударна бригада
Шеста црногорска народноослободилачка ударна бригада формирана је 14. новембра 1943. код места Дријенак у близини Колашина. Приликом формирања у њен састав су ушли ударни батаљони из Дурмиторског, Никшићког, Зетског, Ловћенског и Комског партизанског одреда. Имала је 4 батаљона са 530 бораца. Била је у саставу Треће дивизије до фебруара 1944, када је ушла у Приморску оперативну групу Другог ударног корпуса.

## Борбени пут бригаде
Два батаљона бригаде су 6. децембра очистила од четника Прекобрђа и Куче и протерала их у Подгорицу; средином децембра 1943. бригада је у рејону села Павино Поље, Коврен учествовала у разбијању делова немачке 1. брдске дивизије, четника и муслиманске милиције, који су настојали да продру из Санџака ка Мојковцу. У јануару 1944. чистила је подручје Колашина од четника, а крајем месеца је пребачена у рајон Никшић, Вилуси, Грахово.
У саставу Приморске оперативне групе од фебруара до половине августа успешно је дејствовала дуж комуникација Никшић–Грахово, Никшић–Даниловград и Цетиње–Подгорица, нападала немачке транспорте и заједно с Другом далматинском бригадом водила чете и огорчене борбе око Грахова, Чева и Никшића. У Дурмиторској операцији, у другој половини августа, спречавала је продор немачких снага од Никшића ка Шавнику док није евакуисано 1059 рањеника 2. и 12. корпуса, 6. пролетерске дивизије с аеродрома Брезна, а 1. септембра је у противнападу, после једнодневне оштре борбе, нанела пораз једном комбинованом немачком батаљону и ослободила Горње Поље, уништивши му око две чете. У тој борби погинуло је 138 немачких војника и 27 италијанских фашиста, а заробљено је 138 немачких војника и 27 италијанских фашиста. Бригада је имала 7 погинулих и 23 рањена борца.
Бригада је после дужих борби ослободила 18. септембра Никшић, а затим се пребацила на простор Даниловграда, учествовала делом снага у ослобођењу Грахова 21. октобра, а крајем тог месеца и у ослобођењу Црмнице и Вирпазара. Нарочито тешке борбе водила је у другој половини новембра у рејону Цетиња и Даниловграда. У непрекидним дванаестодневним борбама, од 14. до 26. новембра, нанела је, у садејству с осталим црногорским јединицама, тежак пораз главнини немачке 181. дивизије, која је безуспешно покушала да се из Даниловграда пробије ка Никшићу. За примерно јунашство и издржљивост у тим борбама, 1. децембра 1944. била је похваљена од врховног команданта НОВ и ПОЈ Јосипа Броза Тита.
У другој половини децембра 1944. на одсеку Колашин, Мојковац нападала је одступајуће колоне немачког 21. корпуса, разбила четничке остатке на правцу Мојковац–Пљевља, избила на Дрину и 6. јануара 1945. ослободила Фочу. У другој половини јануара пребачена је на Косово и Метохију, где је учествовала у чишћењу те области од балиста и осталих квислиншких снага.
Одликована је Орденом заслуга за народ и Орденом братства и јединства.